# Michenjele
Michenjele ist ein Verwaltungsbezirk (englisch Ward) des Distrikts Tandahimba in der tansanischen Region Mtwara.

## Geografie
Michenjele liegt im Südosten von Tansania etwa 30 Kilometer östlich der Distrikthauptstadt Tandahimba. Der größte Fluss ist der Rovuma, der die Grenze im Süden bildet. Das Klima in Michenjele ist ein feuchtes, tropisches Savannenklima, Aw nach der effektiven Klimaklassifikation. Der Bezirk grenzt im Norden an Milangominne, im Nordosten an Namtumbuka, im Osten an Mnongodi, im Süden an Mosambik, im Westen an Mihambwe und im Nordwesten an Mihuta. Bei der Volkszählung 2022 lebten 8387 Menschen in 2465 Haushalten auf einer Fläche von 105 Quadratkilometern.

## Gliederung
Der Bezirk besteht aus sechs Gemeinden (Mtaa) mit 28 Orten (Kitongoji):
| Michenjele - Pemba - Mitumbati - Sokoni - Mwangaza - Ndolya | Bandari - Mtukwao - Kongo - Chipyai - Ruvuma - Amkeni | Mpunda - Amkeni - Jitegemee - Kivukoni - Maendeleo | Mmalala - Madina - Ridhika - Namahenje - Misri - Tuvumiliane | Shangani - Mitumbati - Kilidu - Namahenja - Zahanati - Tandika - Ilala - Chikago | Ngongo - Ngongo - Pemba |

## Infrastruktur
- Bildung: Die Michenjele Secondary School ist eine staatliche weiterführende Tagesschule mit einer Ausbildung bis zur 4. Stufe.[9]
- Gesundheit: In Michenjele liegt eine staatliche Apotheke.[10]